# Al Kobhar
Al Khobar es una ciudad de la Provincia Oriental en la costa del golfo Pérsico en Arabia Saudita. Es una de las ciudades más grandes dentro del Consejo de Cooperación para los Estados Árabes del Golfo con una población de 409,549 habitantes a 2022. Junto con Dammam y Dhahran son parte del área metropolitana de Dammam, la tercera en importancia en Arabia Saudita. El área es servida por el Aeropuerto Internacional Rey Fahd. 
Gran parte de la población son trabajadores de la petrolera estatal Saudi Aramco.
También es la ciudad saudí donde se ubica la Calzada del Rey Fahd, un conjunto de puentes y construcciones que unen Arabia Saudita con Baréin.
- Datos: Q311266
- Multimedia: Khobar / Q311266